# Família Ichijō
La família Ichijo (Ichijoke, xinès literal: Ichijo) és una família noble de la família Fujiwara Kita, la família Kujo. L'estatus familiar com a família noble és la família Setsu, i el títol com a família xinesa és el duc. L'escut de la família és la glicina d'Ichijo.

## Història
Feudalisme

Va començar a principis del període Kamakura quan el quart fill de la família Setseki Kujo Dōke va rebre la finca i la mansió del seu pare. Com que la mansió estava a Ichijo Muromachi, Ichijo va passar a ser el nom de la família.
Els taoistes, que tenien el poder tant en el shogunat imperial, van fer no només el seu fill il·legítim Kujo Kyomi, sinó també el seu segon fill, Nijo Yoshimi, i el seu quart fill, Ichijo Yoshitsune. Després d'això, la família Nijo i la família Ichijo també es van convertir en una de les famílies de regència que van emetre el regent Sekihaku, i juntament amb la família Konoe i la família Ryūryū Takashi, va passar a anomenar-se la família Five Setsies.
A mitjan període Muromachi, Kanera era reconegut com a erudit. El mestre primogènit de Kanera va escapar de la guerra i va baixar a Tosa Kunihataso. Els seus descendents es van convertir en daimyo Sengoku i es van convertir en el clan Tosa Ichijo, però van ser destruïts pel clan Nagamune Gabe. El fill de Kanera que va entrar a les ruïnes de la porta del temple Kofukuji Mahayana també és famós.
Al començament de l'època moderna, no tenia hereus, i va adoptar el novè príncep de l'emperador Goyosei com a Ichijo Akira, i es va convertir en el regent imperial. (L'estat del Regent Imperial va continuar fins al regnat de Kaneki). Akira (nom legal: Keikan) va construir una vila separada a Nishikamo, a la ciutat de Kyoto, però aquesta vila de muntanya ja estava oblidada i en ruïnes a l'era Showa, i estava a punt de ser enderrocada i convertida en un camp de golf. Alguns edificis i jardins, incloses les vil·les de muntanya, van ser traslladats a la ciutat de Kamakura, i el 1964 (Showa 39), va ser designat com a bé cultural important com a Ichijo Ekan Sanso.
L'alçada de la taula del territori en el període Edo era de 1000 pedres al principi, 1500 pedres més tard i 2000 pedres al final del període Edo[Nota n. 1} Com a vassall del període Edo, la família Yasuda, la família Morisawa, la família Irie, la família Namba, la família samurai Wakamatsu, la família Shimohashi, la família Morisawa, la família Okamoto, la família Tange, la família Sasaki, etc. La mansió del període Edo és la cantonada nord-oest de la porta de la casa pública.

## Després de l'era Meiji
La tercera filla del ministre d'esquerres Ichijo Tadaka, que és el cap del final del període shogunat, es va convertir en l'emperadriu de l'emperador Meiji (emperadriu Shoken).
El fill gran de Tadaka, el ministre dret Ichijo Miyoshi, va morir el 24 d'abril del primer any de l'era Meiji. El tercer fill de Daigo TadajunTadasada va heretar com a fill adoptiu.
Meiji 2 (1869) 17 de juny Administradors. Quan la família oficial i la família daimyo es van integrar i va néixer el sistema familiar xinès, la família Ichijo també es va alinear a la família xinesa com una antiga família oficial.
Establert el 10 de desembre, Meiji 3, 665 pedres i 4 dou en l'arròs actual {nota n. 2} Basant-se en l'Ordenança per a l'emissió de certificats de bons públics Kinroku del 5 d'agost de Meiji 9, la quantitat de bons Kinroku pagats a canvi d'Ieroku és de 29.138 iens 44 sen 5 厘 (174è entre els beneficiaris xinesos). La residència de Tadasada en aquell moment era Akasaka Fukuyoshicho, districte d'Akasaka, ciutat de Tòquio.
El porxo d'entrada i l'estudi shoin de la vil·la de Kyoto es van traslladar al santuari de Kyoto Daijingu el juliol de 1873 (Meiji 6). El desembre de 1882, Tadamasa va deixar la família Ichijo, i el setè fill de Shijo Takatsugu, Saneaki, es va casar amb la filla de Saneyoshi, Yoshiko, i va heretar el cap de la família com a gendre adoptiu.
Amb la promulgació de la Llei de noblesa el 7 de juliol de 1884, que va crear un sistema de noblesa de cinc rangs, Saneaki, com a antic regent de la família, va rebre el títol de duc. Saneyoshi es va unir a la marina i va ascendir al grau de coronel. També va exercir com a Gran Cambrer del Príncep hereu, Cambrer de l'Emperadriu vídua, Assessor de la Cort Imperial, Viceministre de la Cort Imperial i Cap Sacerdot del Santuari Meiji.
Saneki va adoptar Michiyoshi de la família Kujo (que més tard es va divorciar, va tornar a la seva família natal, la família Kujo, va canviar el seu nom a Yoshimune i es va convertir en un baró com a branca de l'aristocràcia de la família Kujo), però més tard va tenir un fill, Sanemoto. Va establir una branca de la família Tosa Ichijo i la va restaurar a la seva antiga glòria. El 1902, la família va rebre el títol de baró de l'aristocràcia.
Saneaki va morir el 9 de juliol de 1924 sense deixar fills, per la qual cosa el fill gran d'Oimikado Shigenobu, Tadataka, es va casar amb la filla de Saneaki, Tsuneko, i va heretar el seu títol i el cap de família com a gendre adoptiu. Tadataka va ser un oficial naval que va ascendir al grau de capità. Va ser el principal celebrant en el moment del funeral de l'emperador Taisho. Com a duc, es va convertir en membre de la Cambra dels Pars sense eleccions i va pertànyer a la facció de la Societat dels dimarts. El 1928, va representar la Cambra dels Pars com a membre del Comitè de Turisme Internacional i del Comitè de Combustibles Líquids al Congrés Internacional de Cambres de Comerç celebrat a París. Durant el primer període Showa, la residència de la família del duc Ichijo es trobava a Takajo-cho, barri d'Ushigome, Tòquio.
El fill gran de Sanetaka, Sanefumi (nascut el 10 d'agost de 1917 i mort el 25 d'agost de 1985), va ser un capità de pagador naval. El seu fill gran , Saneaki (nascut el 6 d'agost de 1945), és advocat.

## Temes relacionats
- "Gyokuyo"
- Subtemple del temple Tofukuji, Fudain (Temple Sesshu-ji) - El temple familiar de la família Ichijo.
- Biblioteca Toukabo
- Sekkanke
- Estil Kujo
- Família Kujo
- Família Nijo
- Clan Tosa Ichijo - Fundat per Ichijo Norifusa, el novè cap de la família Ichijo.
- Família Daigo - Fundada per Daigo Fuyumoto, el segon fill d' Ichijo Akiyoshi, el 14è cap de la família Ichijo.
- Llista de regents i cancellers

## Referència genealògica
- La família Ichijo, un dels 7.000 grans cognoms japonesos
- "Ichijo" - Wayback Machine (arxivat el 28 de juny de 2006)
- "Tosa Ichijo" - Wayback Machine (arxivat el 28 de juny de 2006)
- Tradició de la família Samurai "Clan Ichijo"